# أوقستو ستانلي
أوقستو ستانلي (بالإسبانية: Augusto Stanley)‏ هو منافس ألعاب قوى باراغواياني، ولد في 3 أغسطس 1987 في توكومان في الأرجنتين.

## وصلات خارجية
- أوقستو ستانلي على موقع الاتحاد الدولي لألعاب القوى (الإنجليزية)
- أوقستو ستانلي على موقع أوليمبيديا (الإنجليزية)